# The King's School, Ottery St Mary
The King's School, Ottery St Mary es una escuela secundaria y sexto grado ubicada en Ottery St Mary, Devon, Inglaterra. Fue establecida como una escuela de coro por el obispo John Grandisson en 1335, pero fue reemplazada por una Grammar school por Enrique VIII en 1545. Se convirtió en una escuela integral en 1982 y en una academia en 2011. Los alumnos de la escuela provienen principalmente de sus cinco escuelas primarias alimentadoras en el área circundante: la escuela primaria de Ottery St Mary, la escuela primaria de West Hill, la escuela primaria de la Iglesia de Inglaterra de Payhembury, la escuela primaria de la Iglesia de Inglaterra de Feniton y la escuela primaria de la Iglesia de Inglaterra de Tipton St John.
La escuela tiene acceso a instalaciones compartidas con el público, el Centro Deportivo Colin Tooze. Rob Gammon se convirtió en director en 2016, sucediendo a Faith Jarrett.

## Historia
El King's School es una escuela secundaria de 11 a 18 años con poco más de 1100 estudiantes y 100 miembros del personal. En 1335, el obispo John de Grandisson compró el señorío de Ottery St Mary de la Dean and Chapter of Rouen, quienes lo habían poseído desde 1061. Obtuvo una licencia real de Eduardo III para fundar su Colegio de Canónigos Seculares y estableció una escuela de coro en Ottery St Mary en 1335 para ocho niños y un Maestro de Gramática. La escuela no comenzó muy prometedora en 1337, ya que a los miembros de la escuela de coro se les acusó de "comportamiento disoluto e insolente en la parroquia". Grandisson, siendo disciplinario, el castigo era azotes, pero esto no tuvo efecto y, en consecuencia, los niños fueron fuertemente multados por cada día de ausencia en el coro. Durante más de doscientos años, los cánones llevaron a cabo las instrucciones del obispo Grandisson y los niños de la escuela de coro fueron educados.
Cuando la Reforma Inglesa alcanzó al colegio en 1545, fue disuelto. Sin embargo, por algún capricho o persuasión, Enrique VIII estableció una escuela de gramática gratuita en la ciudad, de ahí "The King's School", y su escudo de armas se convirtió en un León y un Dragón sosteniendo el Escudo Real Tudor, coronado por una Corona.
La Casa del Cantor es un edificio catalogado de Grado II* que sirvió como residencia del director. Data del siglo XVII, incorporando partes de la antigua casa del Precentor, conocida como Heath's Court. En 1645, Oliver Cromwell celebró una convención en la sala de estar de la casa, y Thomas Fairfax se quedó en la casa desde octubre hasta diciembre de ese año.
El padre del poeta Samuel Taylor Coleridge fue director de The King's School, Ottery St Mary.

## Instalaciones
La escuela tiene acceso a una instalación compartida con el público, el Centro Deportivo Colin Tooze. The King's School fue designada como una Escuela de Deportes Especializados en el verano de 2002. Las instalaciones para educación física y deportes en King's pudieron ser desarrolladas gracias a ese estatus. En asociación con el Consejo del Distrito de East Devon, se completó un Estudio de Danza con sistemas de sonido e iluminación en 2003. Hay un campo de hockey y fútbol con césped artificial iluminado con focos.
En 2009, la escuela añadió una nueva Área de Juegos de Usos Múltiples (M.U.G.A), que cuenta con cuatro pistas de netball y tres pistas de tenis que también son utilizadas por el club de tenis local de Ottery St Mary.

## Sistema de casa
El sistema de casas comprende cuatro casas, que datan de 1912, según consta en el antiguo libro de actas del Comité Deportivo. Estas proporcionan a la escuela cuatro grandes cohortes de estudiantes agrupados verticalmente, con grupos de clase separados por casa en lugar de año.
Las casas llevan el nombre de familias locales: Coleridge, Kennaway, Patteson y Raleigh.
Todas las casas tienen colores distintos, que se utilizan para eventos entre casas: rojo para Coleridge, azul para Kennaway, verde para Patteson y morado para Raleigh. La escuela celebra eventos anuales entre casas, que incluyen danza, música y el quiz "Top Of The House".

## Antiguos alumnos
- Walter Raleigh (c. 1554–1618), escritor, poeta, soldado, cortesano, explorador.
- Samuel Taylor Coleridge (1772–1834), poeta, crítico, filósofo.
- Paul Madden (nacido en 1959), diplomático británico.
- Mary King (nacida en 1961), jinete de eventos
- Murray McArthur (nacido en 1966), actor. [4]
- Joanne Pavey (nacida en 1973), corredora de larga distancia.